# Molle de Apata
El Molle de Apata es un árbol patrimonial ubicado en la Plaza principal del distrito de Apata, provincia de Jauja, departamento de Junín, Perú. Se trata de un ejemplar de la especie Schinus molle, conocido comúnmente como molle, que destaca por su tamaño y valor cultural.

## Descripción
El árbol posee un diámetro de 1.43 metros, una altura total de 12.4 metros y una copa de 28 metros. Según el libro de actas del concejo municipal y testimonios de pobladores de la zona, se estima que posee una edad de 80 años.
Ha sido reconocido como árbol patrimonial por la Municipalidad distrital de Apata mediante la Ordenanza Municipal N° 06-2020-MDA/CM, por ser un símbolo del distrito y un punto de encuentro para sus habitantes.
En 2023, fue incluido en paseos fotográficos a los árboles emblemáticos del Valle del Mantaro.En 2024, fue parte de un circuito turístico de árboles patrimoniales de la provincia de Jauja.

## Galería

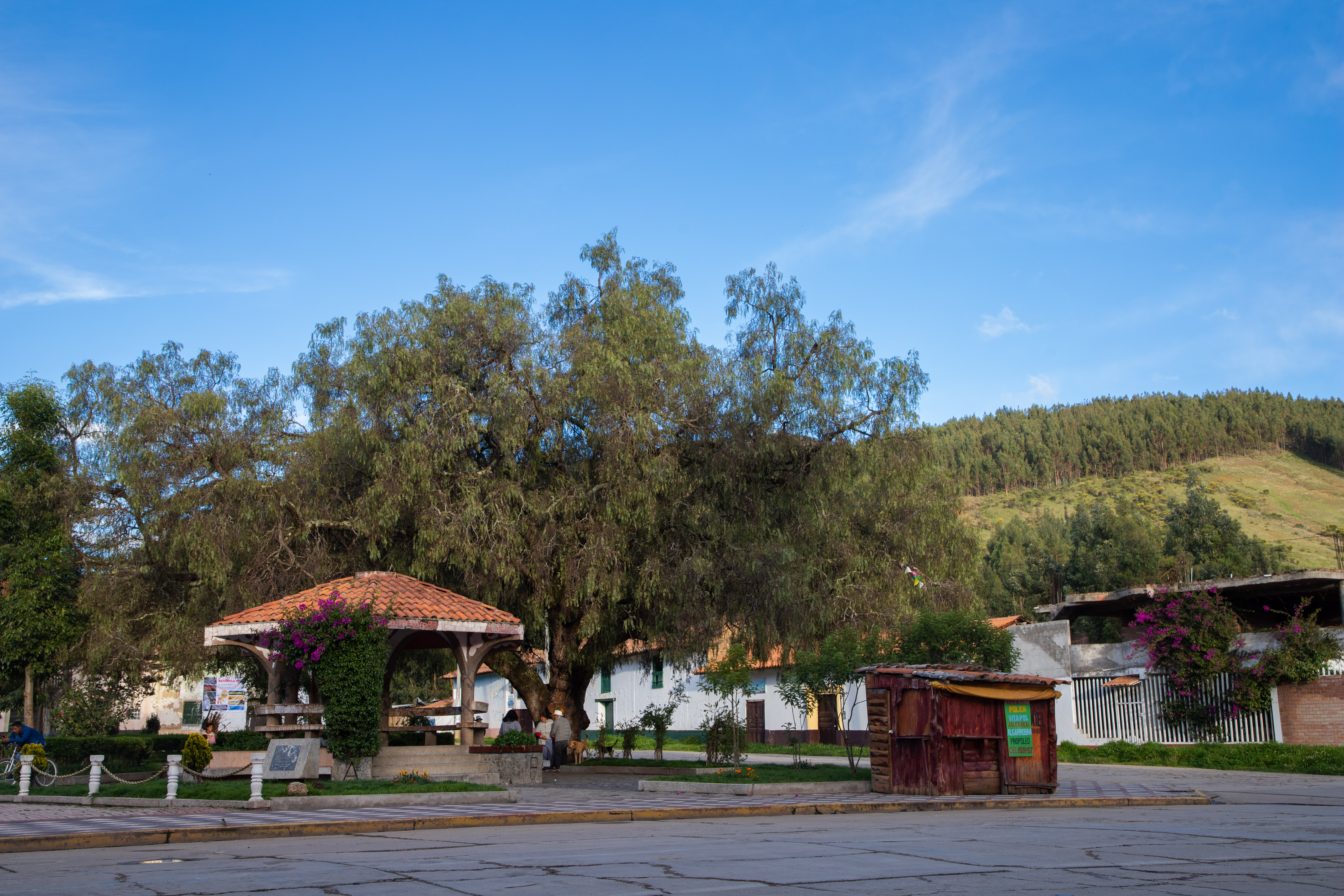
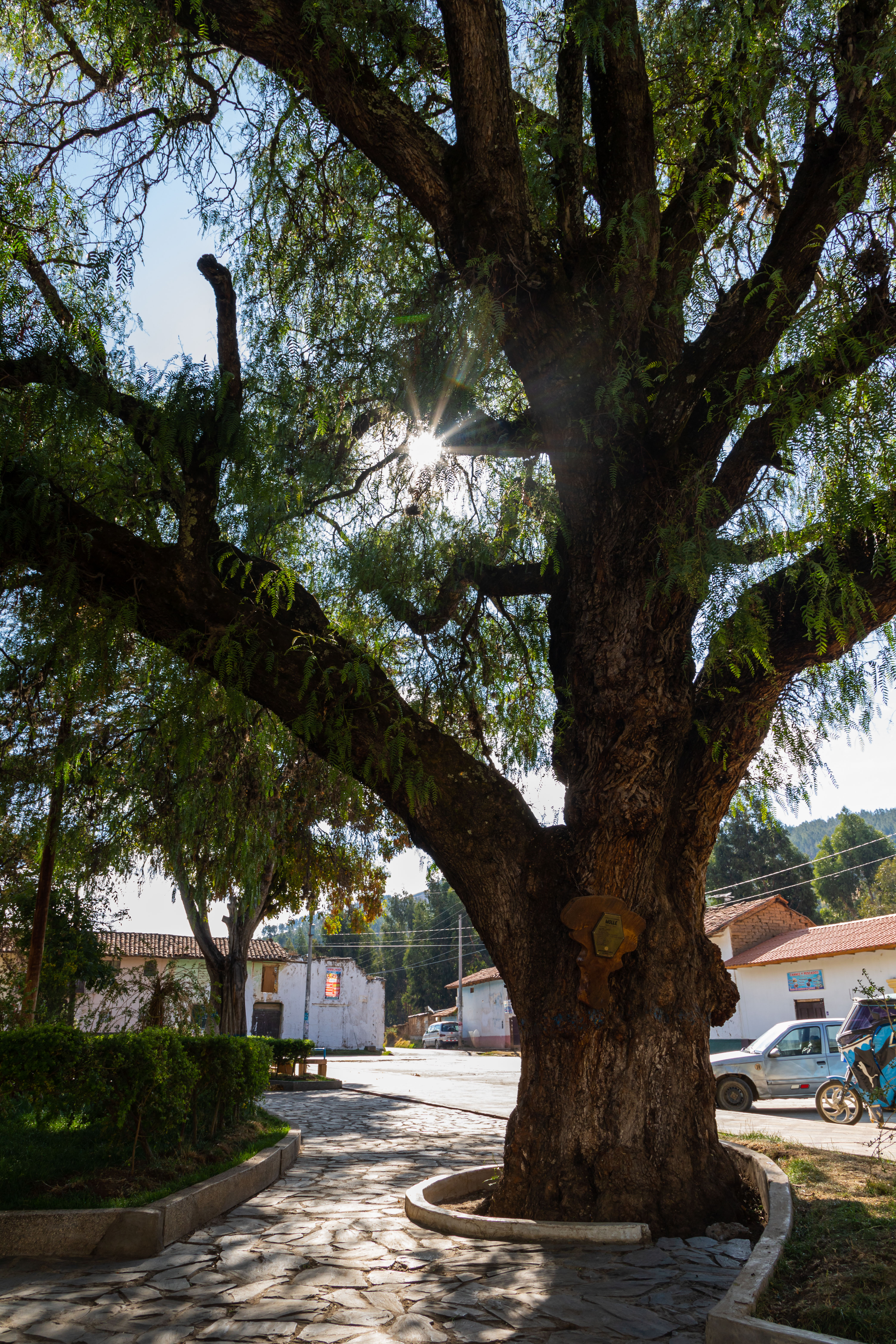
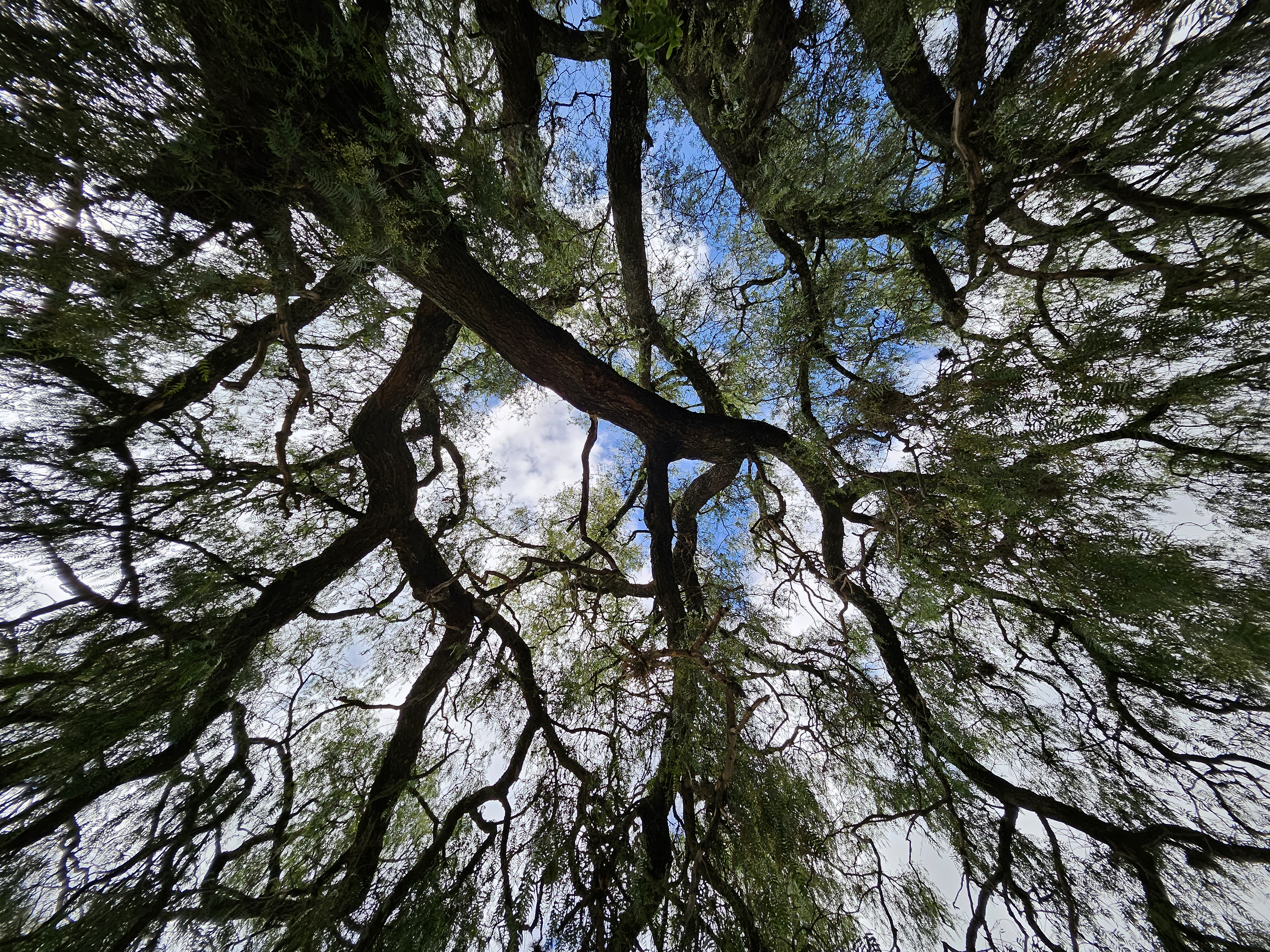
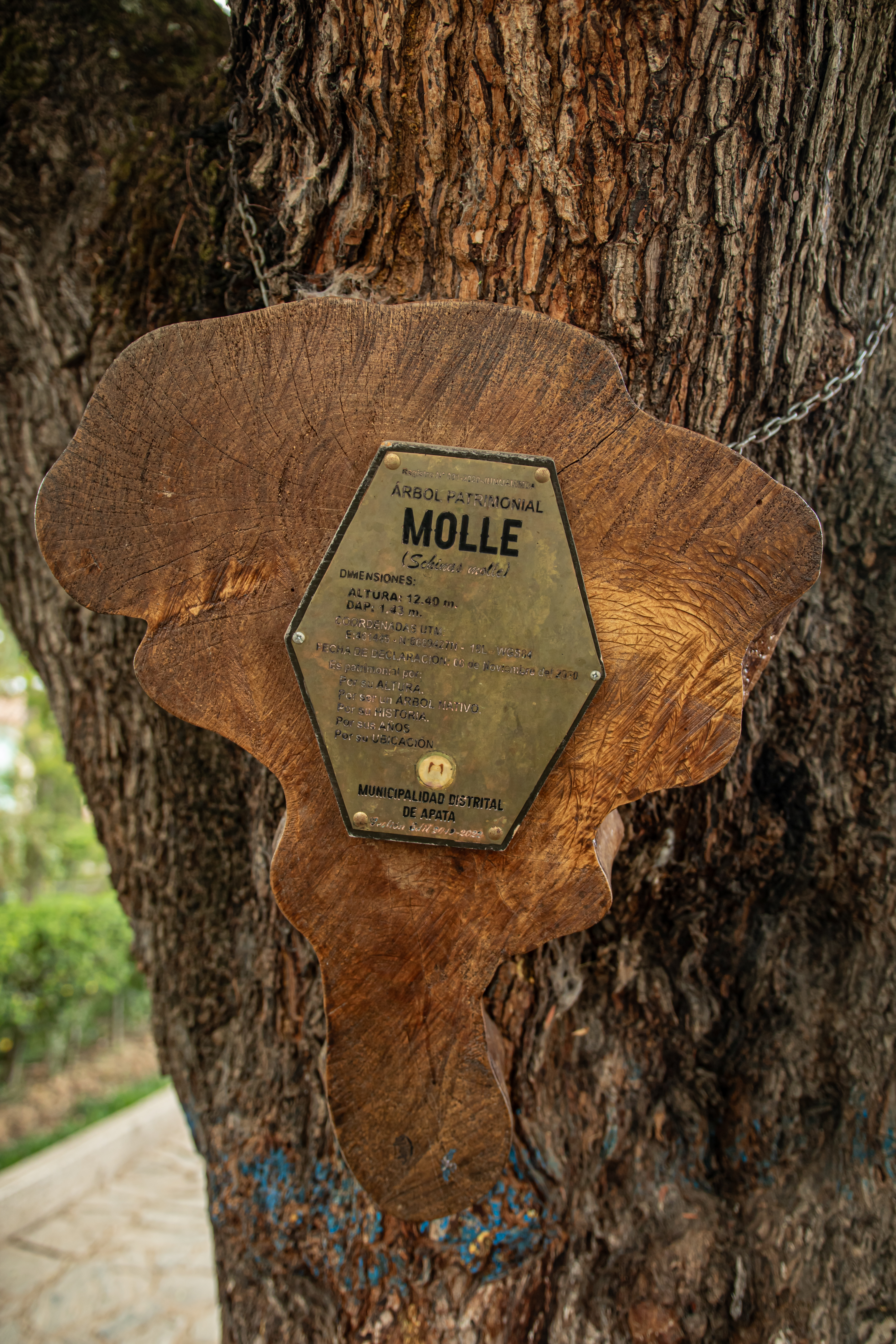
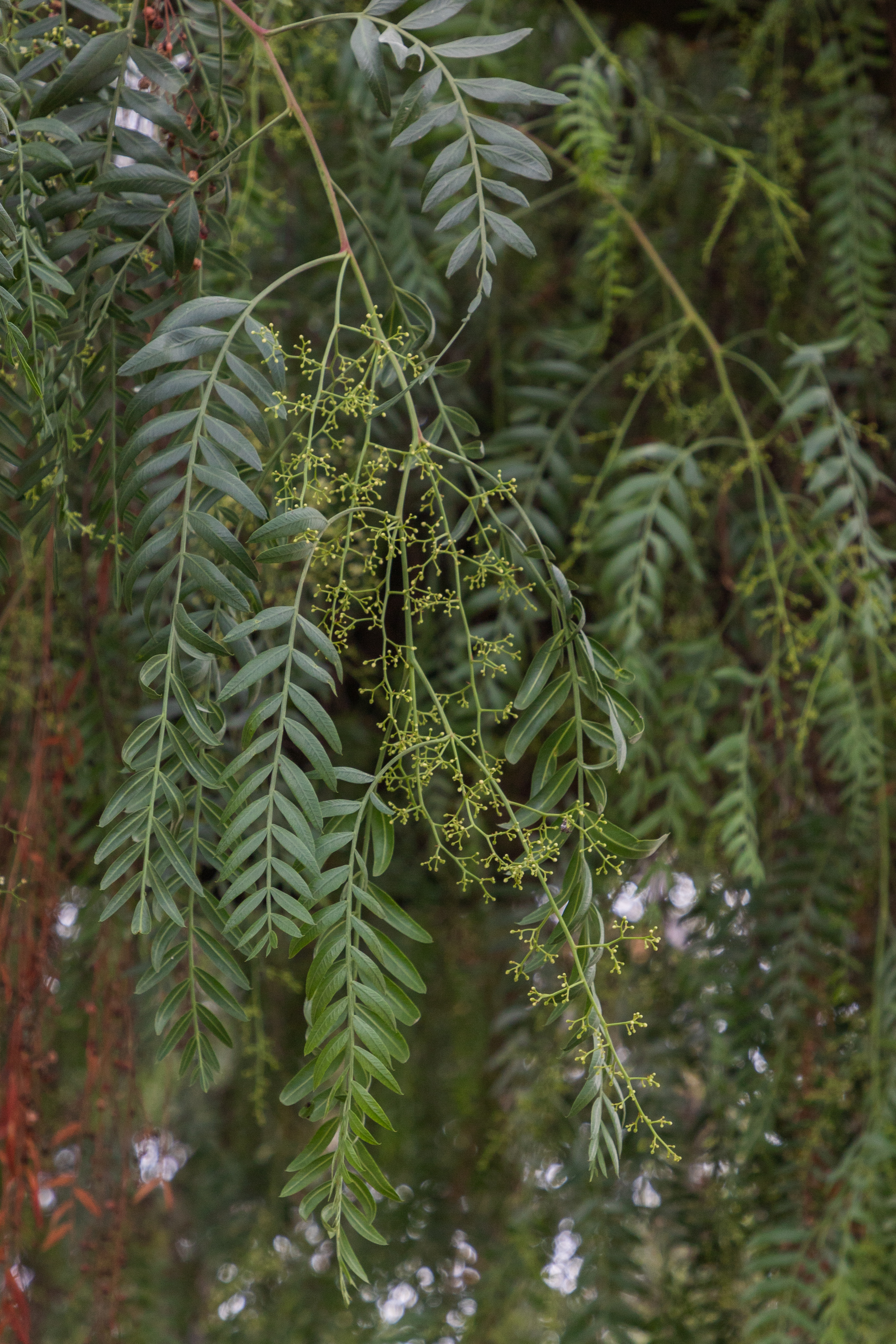